# Drapéti
Drapéti, en grec moderne : Δραπέτι, est un village du dème de Minóa Pediáda, en Crète, en Grèce. Selon le recensement de 2011, la population de Drapéti compte 166 habitants. Il est situé à une altitude de 245 m, à 47 km de Héraklion et à 11 km d'Arkalochóri.

## Recensements de la population
| Recensements | 1900 | 1920 | 1928 | 1940 | 1951 | 1961 | 1971 | 1981 | 1991 | 2001 | 2011 |
| ------------ | ---- | ---- | ---- | ---- | ---- | ---- | ---- | ---- | ---- | ---- | ---- |
| Population   | 117  | 141  | 189  | 236  | 264  | 278  | 242  | 198  | -    | 133  | 166  |